# 挪威憲法日
挪威憲法日（挪威語：Grunnlovsdagen i Norge）是挪威的國慶日，訂於5月17日，故稱五月十七日節。該節日為每年一度的官方假期。

## 歷史

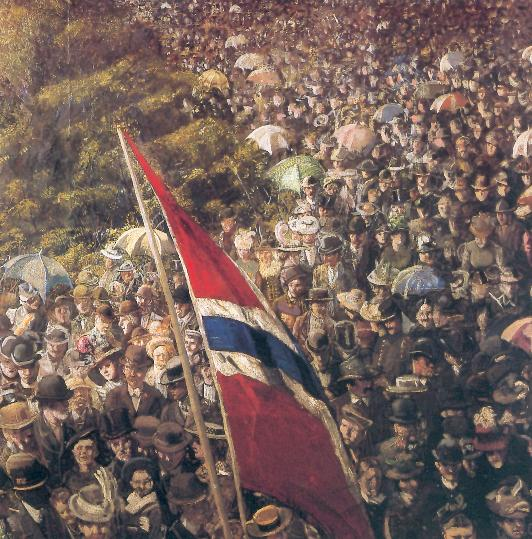
1893年5月17日的盛況，國旗上並無象徵與瑞典聯合的聯合徽章。由克里斯蒂安·克羅格所畫

1814年5月17日，挪威憲法於埃兹沃尔簽署，宣告挪威脫離丹麥400年統治，成為獨立國家。同年8月，挪威因戰敗並與瑞典結成聯合，挪威國王由瑞典國王兼任。
起初，一些學生和其他人開始自發慶祝這一天。然而，當時統治挪威的瑞典國王不願允許這些慶祝活動。1820年代的好幾年，卡爾三世·約翰國王認為憲法日是種抗議，用以表達對瑞典控制挪威主權的不滿，因此禁止慶祝。1829年，克里斯蒂安尼亞大廣場更因此爆發騷動，稱為「廣場戰役」，致使國王態度軟化，允許慶祝活動。直至1833年，才有人敢公開發表演說紀念這一天。在已故政治家克里斯蒂安·克羅格（挪威語：Christian Krohg）的雕像前，挪威人開始官方慶祝；克里斯蒂安·克羅格曾阻止國王奪取過多個人權力。亨利克·韋格蘭德（挪威語：Henrik Wergeland）演講期間，瑞典間諜一直在場監視，並向國王匯報。
1864年後，慶祝活動更見規模，首都克里斯蒂安尼亞首次有兒童巡遊，只有男童參與。這次巡遊由比約恩斯徹納·比昂松發起；在這之前，亨利克·韋格蘭德於1820年已經在埃兹沃尔發起過兒童巡遊。1899年，女童才獲准參與巡遊。
巧合的是，第二次世界大戰於憲法日前9天（即1945年5月8日）終結，侵佔挪威的德軍投降。
憲法日焦點原為挪威憲法，但1905年後，紀念焦點轉移在王室。